# Masashi Sugimoto
Masashi Sugimoto (japanisch 杉本 まさし, Sugimoto Masashi; * im 20. Jahrhundert) ist ein japanischer Badmintonspieler, der im Parabadminton in der Startklasse BMSTL3 (SL4) an den Start geht und dabei eine Weltmeisterschafts-Bronzemedaille errang.

## Karriere
Bei der Weltmeisterschaft 2003 in Cardiff im Vereinigten Königreich startete Masashi im Herreneinzel und verlor in der ersten Runde mit 10:15, 6:15 gegen Hsu Jen-ho aus Chinesisch Taipeh, der wiederum im Viertelfinale (der nächsten Runde) gegen Chuang Liang-tu ausschied. Im Herrendoppel startete er mit seinem Landsmann Koji Hemmi und verlor im Halbfinale gegen Vatchera Kosintharobol und Adisak Saengarayakul aus Thailand. Da der dritte Platz nicht ausgespielt wurde, teilten sich die beiden die Bronzemedaille mit ihren Landsmännern Takahito Takeyama und Takayuki Taniguchi.